# Talayot del Puig Figuer
Le talayot del Puig Figuer est un site archéologique situé sur la commune d'Artà sur l'île de Majorque dans l'archipel des Baléares en Espagne. Le talayot est un édifice, daté de l'âge du fer, qui appartient à la culture talayotique.

## Description
Le talayot a été édifié au sommet du Puig Figuer, qui domine une boucle du Torrent de des Cocons et deux vallées voisines, permettant le contrôle visuel d'un vaste territoire.
Le talayot est de forme circulaire, il mesure 8 m de diamètre et sa hauteur conservée est de 1,50 m pour une hauteur d'origine estimée à environ 3 à 4 m. Il comporte une ouverture de 0,80 m de large sur le côté sud.

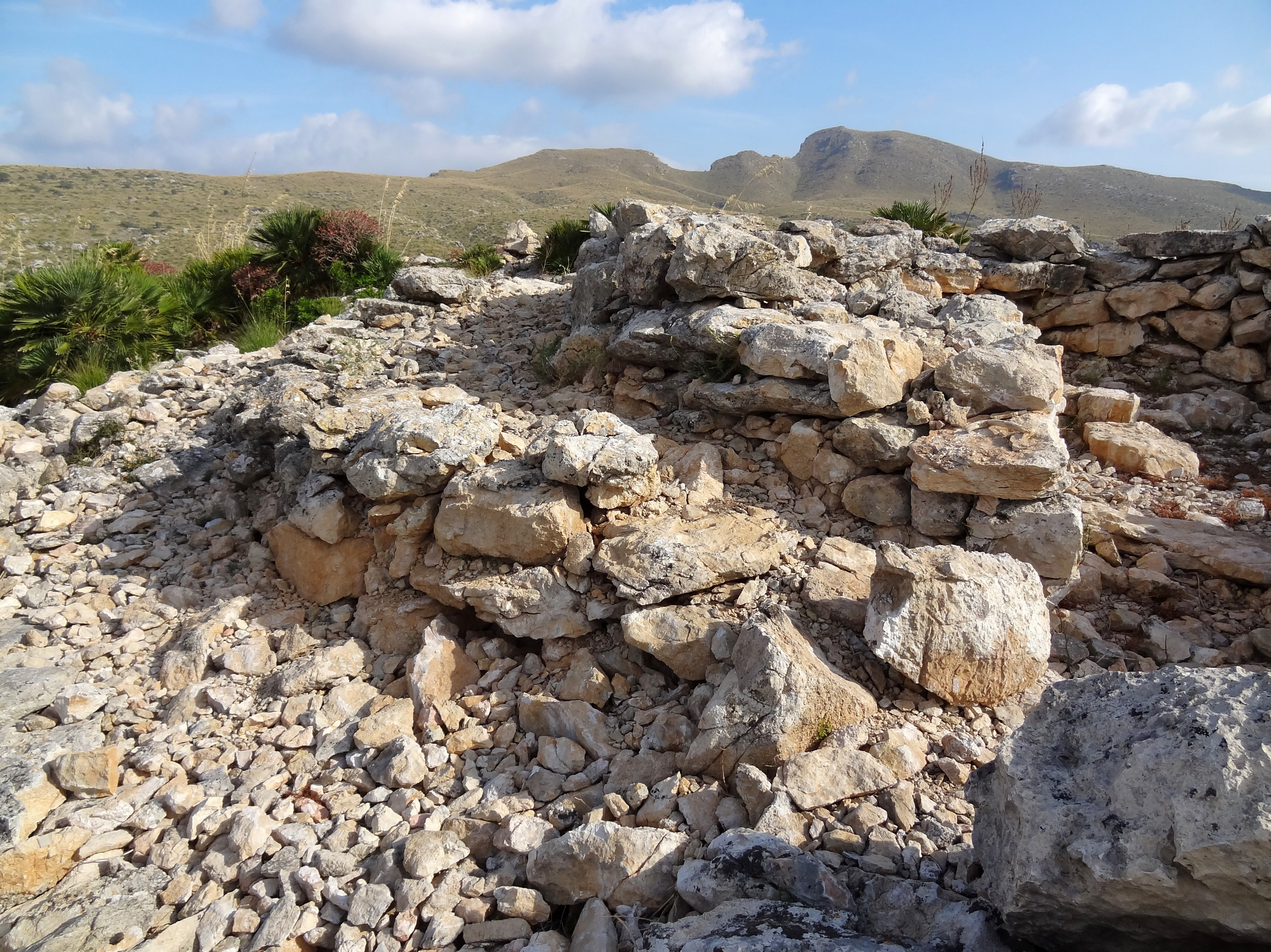
Mur avec renforcement.

Le talayot est construit en pierre sèche. Il est délimité par un mur à double parement. Les pierres irrégulières ne sont pas disposées en rangées horizontales. L'épaisseur du mur varie de 1,20 à 2,40 m. Sur certains côtés du talayot, on peut distinguer un renforcement du mur qui semble avoir été ajouté ultérieurement. 
L'étage supérieur aurait été accessible via une rampe en spirale. La salle intérieure couvre une surface de 55 m2. L'espace intérieur était compartimenté avec deux petits murs côtés nord et nord-est. Au centre de la pièce intérieure, une pierre de 0,50 m de large sur 0,80 m de long enfoncée dans le sol pourrait correspondre à la base de la colonne qui soutenait le toit. Une meule a été découverte dans l'entrée du talayot.
Au sud-est du talayot, on peut voir des structures quadrangulaires et circulaires formant des terrasses artificielles sur le versant de la colline afin de réduire l'inclinaison de la pente. L'ensemble était protégé par un mur composé de gros blocs de pierre qui entourait toute la zone. Sur le Puig Genet, distant d'environ 600 m et sur une colline voisine située à 340 m au nord-est, il existe deux plates-formes et les restes d'un bâtiment rectangulaire, tous attribués à l'époque talayotique. Le talayot et ces ensembles formaient peut-être une seule communauté préhistorique durant la période talayotique. 

## Datation
La céramique découverte sur le site indique qu'il fut fréquenté durant la période talayotique et surtout post-talayotique et qu'il pourrait avoir été encore fréquenté durant le Ier siècle av. J.-C. après la conquête romaine.

## Protection
Le site a été déclaré bien d'intérêt culturel en 1966 sous la référence d'enregistrement RI-51-0001762. 